# Tony Fernandez (hudebník)
Tony Fernandez je anglický hudebník, bývalý bubeník skupiny Strawbs.
Ke skupině Strawbs se připojil v roce 1977 a hrál s ní do jejího rozpadu v červenci 1980. Hrál na dvou albech Strawbs, Blue Angel a Heartbreak Hill (vydáno teprve 1995). Hrál též na několika albech bývalého klávesisty Strawbs, Ricka Wakemana. Byl požádán, aby se Strawbs hrál na vystoupení v Chiswicku v roce 1998, ale nebylo zde dost místa pro dvě různé bicí soupravy (Tony je levák); takže si se Strawbs zahrál až na jejich oslavách 40. výročí, kde hrál ve dvou skladbách (Heartbreak Hill a Blue Angel). V roce 2010 ho bylo možné vidět v "elektrické" sestavě pro podzimní turné v Kanadě a Velké Británii.

## Diskografie

### s Rickem Wakemanem
- No Earthly Connection (1976)
- White Rock (1977)
- 1984 (1981)
- Cost of Living (1983)
- G'ole! (1983)
- Crimes of Passion (1984)
- Glory Boys single (1984)
- Live at Hammersmith (1985)
- Time Machine (1988)
- A Suite of Gods (1988)
- Zodiaque (1988)
- Phantom Power (1990)
- African Bach (1991)
- No Expense Spared (1993)
- The Stage Collection (1994)
- Rick Wakeman's Greatest Hits (1994)
- Wakeman with Wakeman - The Official Bootleg (1994)
- Wakeman with Wakeman Live (1994)
- Live On The Test (released in 1994, recorded live in 1976)
- Rick Wakeman In Concert (released in 1995, recorded live in 1975)
- Almost Live in Europe (1995)
- The Private Collection (1995)
- Cirque Surreal (1995)
- Rock & Pop Legends (released in 1995, recorded live in 1989-91)
- Official Live Bootleg (released in 1999, recorded live in 1993)
- Out of the Blue (2001)
- Two Sides of Yes (2001)
- Two Sides of Yes - Volume 2 (2002)
- Out There (2003)
- Retro (2006)
- Retro 2 (2007)
- Live At The BBC (released in 2007, recorded live in 1976)
- In The Nick of Time (2012)
- Journey to the Centre of the Earth 2012 (2012)[1]

## Strawbs
- The Ferryman's Curse (2017)